# تداخل‌سنج فیزو

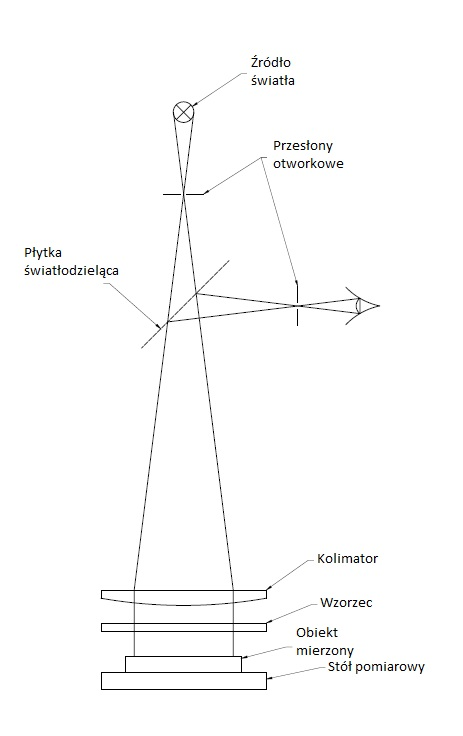
شکل ۱. تداخل‌سنج فیزو

تداخل‌سنج فیزو  (به انگلیسی: Fizeau interferometer) تداخل‌سنجی است که در آن دو سطح بازتابنده مقابل یکدیگر قرار گرفته‌اند.
همانطور که در شکل نشان داده شده‌است، پرتو بازتابی از سطح اول با پرتو بازتابی از سطح بازتاب دهنده دوم ترکیب می‌شود و یک الگوی تداخلی ایجاد می‌شود.
از طرف دیگر جمله "تداخل‌سنج فیزو" به چیدمان تداخل سنجی اشاره می‌کند که توسط ایپولیت فیزو در یک آزمایش معروف در سال ۱۸۵۱ مورد استفاده قرار گرفت که به طور کلی فرضیه نسبی اتر آگوستین فرنل را حمایت می‌کرد. این چیدمان در نهایت نقش وسیله‌ای را بازی کرد که موجب به وجود آمدن بحران‌هایی در فیزیک شد که نتیجه آن پیدایش نظریه نسبیت خاص انیشتین شد

## کاربردها
تداخل‌سنج فیزو امروزه به صورت رایجی برای اندازه‌گیری شکل سطوح اپتیکی، مورد استفاده قرار می‌گیرد. معمولاً لنز یا آیینه ساخته شده با یک قطعه مرجع که شکل دلخواه و مناسب مورد نظر ما را دارد، مقایسه می‌شود.
شکل ۱ چیدمان تداخل سنج فیزو را برای اندازه‌گیری میزان صافی سطح اپتیکی نشان می‌دهد. سطح صاف مرجع در بالای سطح مورد آزمایش قرار گرفته‌است و بین آنها فاصله کمی وجود دارد. سطح مرجع کمی به صورت مورب ساخته می‌شود (به اندازه چند دهم درجه) تا از تولید فرانژهای تداخلی ناشی از صفحات پشتی همان قطعه جلوگیری کند؛یک پرتو تکفام به این سطوح تابیده می‌شود و سپس نور بازتابیده از آنها توسط یک جداکننده نوری، به سمت دیگری هدایت می‌شود و الگوی تداخلی قابل رؤیت می‌شود.
در بعضی موارد سطح مرجع توسط یک عنصر پراش دهنده اپتیکی مطالعه می‌شود، که این عناصر پراش دهنده (computer-generated hologram or CGH) می‌توانند با روش لیتوگرافی دقیق ایجاد شوند.
فاصله بین خطوط این المان بین ۱ تا ۱۰ میکرون می‌باشد. زمانی که پرتو لیزر از این المان عبور می‌کند پراش مرتبه صفرم آن تغییری در جبهه موج نمی‌بیند، ولی جبهه موج پراش مرتبه اول پرتو طوری تغییر می‌کند که شکل سطح تست را به خود بگیرد. در این چیدمان پراش مرتبه صفرم به سمت سطح مرجع حرکت می‌کند و پراش مرتبه اول مستقیماً به سمت سطح تست هدایت می‌شود. سپس هر دو پرتو بازتابیده با هم ترکیب شده و تشکیل فرانژهای تداخلی می‌دهند.
تداخل‌سنج فیزو در سنسورهای فیبر نوری مانند اندازه‌گیری فشار، دما، تنش سطحی و غیره، مورد استفاده قرار می‌گیرد.

## آزمایش کشیدگی اتر فیزو

### اهمیت

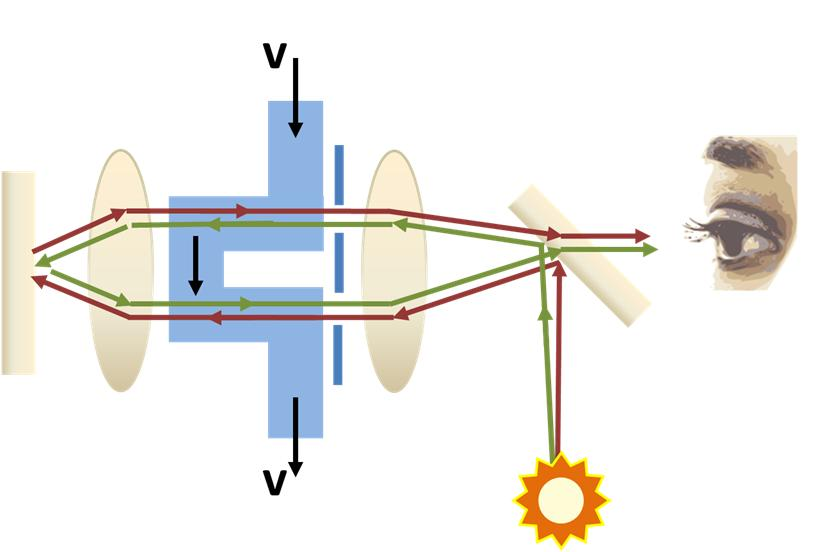
شکل ۲. تداخل‌سنج فیزو برای مشاهده اثر حرکت آب بر سرعت نور.

در سال ۱۸۵۱، ایپولیت فیزو از یک تداخل‌سنج متفاوت برای اندازه‌گیری سرعت اجسام در مقابل سرعت نور، استفاده کرد.(شکل ۲)
بر طبق تئوری، نوری که از یک جسم متحرک عبور می‌کند توسط ماده دچار کشیدگی می‌شود. در نتیجه سرعت نور به صورت مجموع سرعت عبور آن از ماده به علاوه سرعت حرکت ماده، به دست می‌آید.
در واقع فیزو اثر کشیدگی را آشکار کرد، اما مقداری که او اندازه گرفت از مقدار مورد انتظار بسیار کوچک تر بود. نتیجه او تأییدی بر فرضیه کشیدگی نسبی اتر فرنل بود که این نتایج باعث مبهوت شدن اغلب فیزیکدانان شد.
این اندازه گیری‌های دور از انتظار فیزو، بعد از حدود ۵۰ سال توسط نظریه نسبیت خاص انیشتین توضیح داده شد.

### چیدمان آزمایش
نور منحرف شده توسط یک جداکننده اپتیکی، با استفاده از یک عدسی موازی می‌شود و سپس توسط دو شکاف به دو قسمت تقسیم شده و از یک محفظه حاوی آب که با سرعتی مشخص حرکت می‌کند، عبور می‌کند. هر پرتو از بازوهای مختلف محفظه عبور کرده و طوری توسط یک آیینه بازتاب می‌یابد که هر پرتو از بازوی دیگر برمی‌گرد. هر دو پرتو مسیر یکسانی را طی می‌کنند ولی یکی در جهت حرکت شاره و دیگری در خلاف جهت حرکت شاره مسیر خود را طی کرده‌است.
هر دو پرتو در یک آشکار ساز با هم ترکیب می‌شوند و یک طرح تداخلی می‌سازند که ناشی از اختلاف زمانی دو مسیر است. با تحلیل این طرح می‌توان سرعت نور عبور کرده از بازوها را بدست آورد.